# Zappa: Original Motion Picture Soundtrack
Zappa: Original Motion Picture Soundtrack è un album di Frank Zappa pubblicato nel 2020, come colonna sonora all'omonimo film.

## Tracce

### Edizione 2 LP
Lato A
Testi e musiche di Frank Zappa, eccetto dove indicato.
1. Motherly Love – 2:43
2. Memories of El Monte – 4:14 (Frank Zappa, Ray Collins)
3. Oh! In The Sky – 1:56
4. The Duke – 6:31
5. How Could I Be Such A Fool? – 1:49
6. Absolutely Free – 3:27

Durata totale: 20:40
Lato B
1. Call Any Vegetable (Excerpts) – 4:24
2. Road Ladies – 4:10
3. Cheepnis – 3:19
4. Apostrophe' – 6:08 (Frank Zappa, Jack Bruce, Jim Gordon)
5. Sofa – 2:57

Durata totale: 20:58
Lato C
Testi e musiche di Frank Zappa, eccetto dove indicato.
1. The Black Page #1 (Piano Version) – 2:13 (musica: Ruth Underwood)
2. Mo's Vacation – 4:03
3. Dancin' Fool – 3:50
4. Valley Girl – 4:51 (Frank Zappa, Moon Unit Zappa)
5. The Meek Shall Inherit Nothing – 3:06
6. H.R. 2911 – 3:34

Durata totale: 21:37
Lato D
Musiche di Frank Zappa.
1. Envelopes (1983 Original Vinyl Mix) – 4:05
2. Get Whitey – 6:31
3. G-Spot Tornado – 4:00
4. Watermelon In Easter Hay (Live) – 6:07

Durata totale: 20:43

### Edizione 3 CD/5 LP
CD 1
Testi e musiche di Frank Zappa, eccetto dove indicato.
1. Anyway the Wind Blows – 2:56
2. You're Probably Wondering Why I'm Here – 3:38
3. Everytime I See You – 2:31 (Frank Zappa, Ray Collins)
4. Motherly Love – 2:46
5. Memories of El Monte – 4:13 (Frank Zappa, Ray Collins)
6. Oh! In The Sky – 1:56
7. The Duke – 6:32
8. How Could I Be Such A Fool? – 1:49
9. "The Reason We Have Stayed Together" – 1:15
10. Black Beauty – 5:23
11. Absolutely Free – 3:25
12. You Didn't Try To Call Me – 2:58
13. Agency Man – 3:27
14. Oh No – 1:45
15. Mother People – 2:32
16. Stravinsky: The Firebird (L'oiseau De Feu) - Suite (1919) - Finale – 3:12 (Igor Stravinsky)
17. FZ on Varèse – 3:08
18. Varèse: Iosination – 5:51 (Edgard Varèse)
19. The Captains Fat Theresa Shoes – 1:55 (Christine Frka, Lowell George, Pamela Miller, Linda Parker, Sandra Rowe)
20. No Longer Umpire – 2:02 (Michael Bruce, Glen Buxton, Alice Cooper, Dennis Dunaway, Neal Smith)
21. Road Ladies – 4:10

Durata totale: 67:24
CD 2
Testi e musiche di Frank Zappa, eccetto dove indicato.
1. Call Any Vegetable (Excerpts) – 4:24
2. Happy Together – 1:04 (Garry Bonner, Alan Gordon)
3. Scumbag – 5:53 (Howard Kaylan, John Lennon, Yoko Ono)
4. Your Mouth – 3:12
5. Cheepnis – 3:19
6. Apostrophe' – 6:10 (Frank Zappa, Jack Bruce, Jim Gordon)
7. Muffin Man – 4:35
8. Dancin' Fool – 3:50
9. Mo's Vacation – 4:03
10. The Black Page #1 (Piano Version) – 2:13 (musica: Ruth Underwood)
11. Sofa – 2:57
12. Fembot In A Wet T-Shirt – 4:44
13. Valley Girl – 4:50 (Frank Zappa, Moon Unit Zappa)
14. The Meek Shall Inherit Nothing – 3:06
15. H.R. 2911 – 3:35
16. G-Spot Tornado – 5:17

Durata totale: 63:12
CD 3
Testi e musiche di Nicolas Cimity, John Frizzell e David Stal, eccetto dove indicato.
1. Frank's Library – 1:22
2. Edgewood Arsenal – 1:02
3. Frank's Parents – 0:31
4. The Blackouts – 0:29
5. Greeting Cards – 0:38
6. Studio Z – 1:42
7. Frank Goes to Jail – 1:07
8. Musically Difficult – 1:59
9. The Parts Are Complicated – 0:43
10. Murray Roman's TV Show – 1:09
11. Frank Put His Foot Down – 2:37
12. Laurel Canyon – 0:31
13. The Manson Family – 0:47
14. Are We Going to Get Paid – 0:46
15. Steve Vai's Perspective – 0:48
16. Frank Could Be Hardcore – 1:41
17. Bruce Bickford's Zappa Head – 4:28
18. If I'm Alive – 0:36
19. Keep This Guy Under Check – 1:27
20. Frank's Business Perspective – 0:32
21. Fake It – 0:59
22. Don't Have Any Friends – 0:31
23. Hi, I'm Moon – 0:27
24. Frank Addresses Congress – 1:11
25. Turn Off That Zappa Music – 1:21
26. Frank Getting Sick – 1:06
27. Envelopes – 4:05 (Frank Zappa)
28. Overture – 9:18 (Frank Zappa)
29. Get Whitey – 6:31 (Frank Zappa)
30. Nap Time – 8:01 (Frank Zappa)
31. Watermelon In Easter Hay (Live) – 5:59 (Frank Zappa)

Durata totale: 64:24